# NIAI RK-I
Il NIAI RK-I (russo: Razdvižnoe Krylo-Istrebitel', caccia ad ala estendibile-in volo) o RK-800 è stato il progetto di un aereo con ali a superfici variabili, progettato nel NIAI (Naoochno-Issledovatel'skiy Aero-Institoot, Istituto scientifico per i test aeronautici) di Leningrado dal giovane ing. Grigorii Ivanovich Bakshayev tra il 1939 e il 1940. Il progetto, su espressa indicazione di Stalin, avrebbe dovuto utilizzare il motore M-106 (poi designato VK-106), che era il più potente motore aeronautico in sviluppo in quel periodo. A causa dei ritardi dello sviluppo dello stesso motore e per l'incalzare degli eventi bellici il progetto venne però abbandonato.

## Sviluppo
L'idea ispiratrice dell'ala a geometria variabile del progetto era quella di avere un velivolo che avesse una piccola superficie alare per sviluppare la massima velocità possibile, ma che avesse la possibilità di sviluppare la stessa superficie aumentandola adeguatamente in corso di acrobazia e combattimento aereo, quando la manovrabilità richiesta necessitava di un maggiore sviluppo delle superfici alari.
Un'esperienza simile era stata fatta con un altro velivolo prodotto in precedenza: il NIAI RK o LIG-7, al quale in parte si ispirava.
Secondo i calcoli del suo progettista le ali alla massima superficie esposta erano in rapporto di 2,35:1 rispetto a quelle con la minima superficie esposta.
Il progetto molto ingegnosamente prevedeva due sottili ali per lato, con le posteriori dotate di flap. Dalla fusoliera a comando del pilota si estendeva fino all'estremità delle ali un sistema di 15 superfici telescopiche per ogni lato che raccordavano chiudendo lo spazio vuoto tra la prima e la seconda ala posteriore, lasciandone di quest'ultima scoperta solo la superficie degli alettoni.
Le superfici telescopiche erano sagomate secondo il profilo alare richiesto e agivano funzionando come gli elementi di un cannocchiale estensibile, rientrando l'una dentro l'altra fino a scomparsa totale. Gli elementi complessivamente pesavano 330 kg.
Un'altra innovativa caratteristica del velivolo consisteva nella disposizione delle prese d'aria dei radiatori del motore, previste dietro il posto del pilota in modo da migliorare l'aerodinamica della sezione frontale.
L'aereo aveva il ruotino di coda retrattile e una capacità del serbatoio carburante in grado di garantire 2,45 h di volo; l'armamento consisteva in due cannoni da 20 mm ShVAK e due mitragliatrici da 7,62 mm ShKAS.
Del velivolo fu approntato un mockup che venne testato al (TsAGI) in galleria del vento; dove venne dimostrata la fattibilità del progetto, pur presentando gli elementi telescopici estensibili delle ali una non perfetta tenuta aerodinamica.
Venne stimata la velocità di ben 780 chilometri all'ora (485 mph) utilizzando il motore Klimov VK-106, che era però in fase di sviluppo avanzato, e il cui ritardo nella messa in produzione porterà al cancellazione definitiva del progetto anche per l'incalzare degli eventi bellici sul territorio sovietico.
Venne anche progettata una versione con motori in tandem (configurazione traente-spingente) dalle prestazioni migliorate, che però non venne mai realizzata.